# 卡薩斯阿道比斯 (亞利桑那州)
卡薩斯阿道比斯（英語：Casas Adobes）是位於美國亞利桑那州皮馬縣的一個人口普查指定地區。根據2010年美國人口普查，該地共人口500人，而該地的面積約為69.34平方千米。

## 地理
卡薩斯阿道比斯的座標為32°20′47″N 111°00′35″W / 32.34639°N 111.00972°W，而該地最高點為海拔高度735米（即2411英尺）。